# Kopp (Vulkaneifel)
Kopp ist eine Ortsgemeinde im Landkreis Vulkaneifel in Rheinland-Pfalz. Sie liegt in der Vulkaneifel und gehört der Verbandsgemeinde Gerolstein an.

## Geographie
Die Gemeinde liegt im Westen des Naturparks Vulkaneifel sowie im Landschaftsschutzgebiet „Gerolstein und Umgebung“. Der Ortsteil Eigelbach liegt auf der Sohle eines Trockenmaares, des Eigelbacher Maares. Zur Gemeinde gehören auch die Wohnplätze Berghof, Eichenhof, Kirsthof und Schäfersruh.

## Geschichte
Kopp, (abgeleitet von Kuppe) wurde 1286 erstmals urkundlich erwähnt (damals zum Besitz der Abtei Prüm). Erste Siedlungsnachweise bereits zur Römerzeit (Römerstraße Trier–Köln in der Nähe).
Im Rahmen der rheinland-pfälzischen Funktional- und Gebietsreform wurde die Gemeinde Kopp zusammen mit 14 weiteren Gemeinden am 7. November 1970 vom gleichzeitig aufgelösten Landkreis Prüm in den Landkreis Daun (seit 2007 Landkreis Vulkaneifel) umgegliedert.
Einwohnerentwicklung
Die Entwicklung der Einwohnerzahl von Kopp, die Werte von 1871 bis 1987 beruhen auf Volkszählungen:
| Jahr | Einwohner |
| 1815 | 180       |
| 1835 | 203       |
| 1871 | 243       |
| 1905 | 241       |
| 1939 | 229       |

| Jahr | Einwohner |
| 1950 | 208       |
| 1961 | 191       |
| 1970 | 192       |
| 1987 | 194       |
| 2005 | 185       |

## Politik

### Gemeinderat
Der Gemeinderat in Kopp besteht aus sechs Ratsmitgliedern, die bei der Kommunalwahl am 9. Juni 2024 in einer Mehrheitswahl gewählt wurden, und der ehrenamtlichen Ortsbürgermeisterin als Vorsitzender.

### Bürgermeister
Melanie Stellmes wurde am 1. Juli 2019 Ortsbürgermeisterin von Kopp. Bei der Direktwahl am 26. Mai 2019 war sie mit einem Stimmenanteil von 77,88 % gewählt worden. Da bei der Direktwahl am 9. Juni 2024 kein Wahlvorschlag eingereicht wurde, obliegt die Neuwahl des Bürgermeisters gemäß rheinland-pfälzischer Gemeindeordnung dem Rat. Da auch dieser keinen Kandidaten fand, bleibt die bisherige Ortsbürgermeisterin Melanie Stellmes geschäftsführend im Amt.
Ihr Vorgänger als Ortsbürgermeister war Klaus Breuer.

### Wappen
| Wappen von Kopp | Blasonierung: „In Silber über halber grüner Spitze, darin ein vierspeichiges goldenes Mühlrad, schräg und gegenschräg gestellte rote Axt und grünes Eichenblatt.“ |
| Wappen von Kopp | |

## Kultur und Sehenswürdigkeiten
Landwirtschaft und Fremdenverkehr sind die Haupteinnahmequellen des Ortes. Besondere Sehenswürdigkeiten sind eine mehrere hundert Jahre alte Stelzeneiche, die Dorfkapelle und die ein Kilometer entfernten Birresborner Eishöhlen.
Siehe auch: Liste der Kulturdenkmäler in Kopp